# ブータンの在外公館の一覧

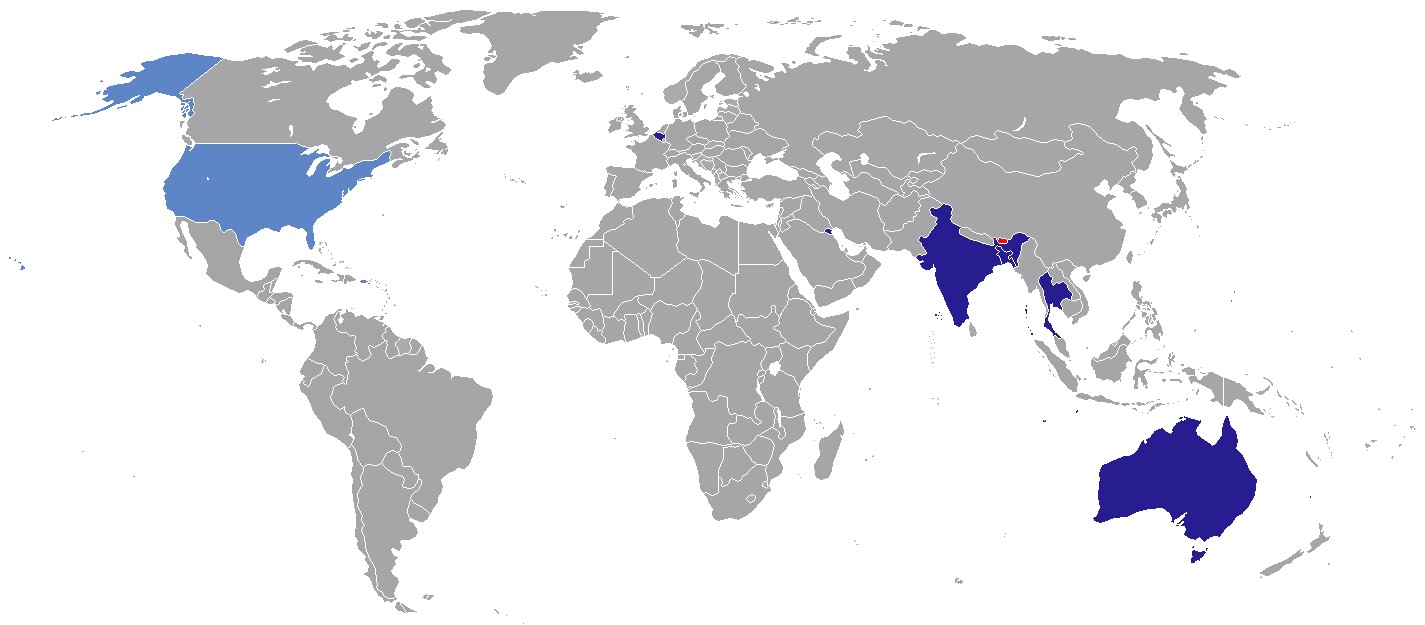
ブータンの在外公館が設置されている国

ブータンの在外公館の一覧では、ブータン王国が派遣している外交使節（大使館・総領事館等）の一覧を挙げる。

## アメリカ大陸
- アメリカ合衆国
  - ニューヨーク（総領事館）

## アジア
- バングラデシュ
  - ダッカ（大使館）
- インド
  - ニューデリー（大使館）
  - グワーハーティー（総領事館）
  - コルカタ（総領事館）
- クウェート
  - クウェート市（大使館）
- タイ
  - バンコク（大使館）

## ヨーロッパ
- ベルギー
  - ブリュッセル（大使館[1]）

## オセアニア
- オーストラリア
  - キャンベラ（大使館）

## 国際機関代表部
- ジュネーヴ（ジュネーヴ国際機関ブータン政府代表部）
- ニューヨーク（国際連合ブータン政府代表部）